# آغا أحمد علي
المولوي آغا أحمد علي (بالفارسية: آغا احمد علي، بالبنجابية: আগা আহমদ আলী) كان أكاديميًا ومؤرخًا وعالمًا من البنغال في القرن التاسع عشر. كتب شعرًا بالفارسية والأردية. يُعتبر من أعظم علماء الفارسية في دكا، بل وفي بنغال بشكل عام

## الحياة
جد آغا أحمد علي، هو آغا عبد علي، كان خطاطًا من أصل إصفهاني في إيران، استقر في مدينة دكا خلال غزو نادر شاه للهند. كان والد أحمد هو آغا شجات علي، الذي كان مولعًا بجمع المخطوطات النادرة. درس أحمد الفارسية محليًا مع المنشي متاسم بالله وكذلك مع خواجة أسد الله كوكب، وهو شاعر بارز من عائلة نواب دكا [الإنجليزية]. وقد قام بتطوير مكتبة شخصية تضم أكثر من 2000 كتاب. يُقال إنه أكمل جميع الكتب القيمة في مدينة دكا في الفترة ما بين 1856 و1860.
شارك علي في منافسة أدبية مع ميرزا غالب، الشاعر البارز في شبه القارة الهندية، بعد أن انتقد غالب المعجم الفارسي برهان قاطع لمحمد حسين بن خلف التبريزي. وردًا على ذلك، كتب علي كتابه المؤيد للبرهان في عام 1865 دفاعًا عن لمحمد حسين بن خلف التبريزي. في عام 1867، رد غالب على علي بكتاب أسماه السيف الحاد (بالأردية: تیغ تیز) وهو كتيب من 32 صفحة يرد فيه على نقاط علي ويعترض على المزيد من الأشياء في كتاب لمحمد حسين بن خلف التبريزي. انتهى الكتيب بأسئلة طويلة تتكون من ستة عشر سؤالًا، أجاب نواب مصطفى خان شفت عليها بشكل غير مباشر من خلال طلابه الثلاثة: ألطاف حسين هالي، وسادات علي خان، ونواب ضياء الدين أحمد خان. رد علي مرة أخرى بتحدي غالب، بكتيب بعنوان السيف شديد الحدة (بالأردية: شمشیر تیزتر)، ولكنه نشره تحت اسم طالبه المولوي عبدالصمد فداء سيلهيتي. ثم رد تلميذا غالب، سيد محمد باقر علي باقر، وخواجة سيد فخر الدين حسين سخان عليه. وقد جمعوا القطع وأسموها كسر القلوب (بالأردية: ديل آشوب هنگامه) في نيسان 1867. ثم رد علي بقطعة أخرى، مرة أخرى تحت اسم فداء، ودمج جميع القطع الخمسة ونشرها بالعنوان الأردي: تيز-إي-تيغتار.
في عام 1862، أسس "مدرسة كلكتا أحمدية" (التي سميت على اسمه وليست مرتبطة بالحركة الأحمدية). بدأ بتدريس الفارسية في مدرسة كلكتا العالية [الإنجليزية] في عام 1864 بناءً على نصيحة إدوارد بايلز كاويل، مدير الكلية السنسكريتية [الإنجليزية]. بالإضافة إلى ذلك، قام علي بتدريس الفارسية لكاويل وكذلك لهنريش بلوخمان المستشرق الأوروبي البارز. ومع عدد من الطلاب، كان أكبر تلاميذ علي سنًا هما محمد أشرف وفداء سيلهيتي. توفي آغا أحمد علي من مرض السل في يونيو 1873 عن عمر يناهز الثلاثين عامًا. ودفن في المقبرة بالقرب من لانغار [الإنجليزية] خانة لميرزا صاحب.

## أعماله
عمل آغا أحمد علي بشكل وثيق مع الجمعية الآسيوية وقدم مساهمات كبيرة في فهرسة الهند. كما أنه كتب العديد من الشروح على الأعمال التاريخية مثل:
- مأسير عالمكيري لمحمد ساقي مستعد خان
- وسو رامين [الإنجليزية]
- المجلدان 1 و 3 من تاريخ البدايوني
- إقبال نامه جهانگيري
- سكندر نامه لنظامي الكنجوي
- كتاب أكبر لأبي الفضل بن مبارك

بعض أعماله الأخرى تشمل:
- هفت آسمان (تاريخ المثنوي الفارسي، 1869)
- مؤيد البرهان (1865) و شمشير تيزتر (كلاهما عن المعجم الفارسي، 1868)
- رسالة ترانه (عن الرباعي الفارسي، 1866)
- رسالة اشتقاق (عن القواعد الفارسية، 1872)
- رسالة مختصر الاشتقاق (نسخة مختصرة من الرسالة السابقة)
- تاريخ دكا (تاريخ دكا، 1865)[2]